# The Dresden Dolls
The Dresden Dolls é uma banda estadunidense formada em Boston em meados dos anos 2000 por Amanda Palmer (vocal e piano) e Brian Viglione (bateria, guitarra e vocal). Descrevem seu estilo como cabaré punk brechtiano, e expuseram o movimento artístico Cabaré Dark, que começou a ganhar forma na década de 1990 com artistas como Salon Betty e Gavin Friday.

## História
A banda foi formada logo após Brian Viglione testemunhar uma apresentação de Amanda Palmer em uma festa de Halloween. Suas apresentações dramáticas, no qual os membros maquilavam-se e vestiam vestimentas de cabaré, logo ganhou fãs.
A banda apresentou-se em 2002 no Prêmio IgNobel em Cambridge, Massachusetts. Após uma demo produzida pelos próprios integrantes, seu primeiro lançamento oficial foi um álbum contendo em sua maioria compilações de apresentações, A is for Accident.  Foi seguido pelo álbum homônimo produzido por Martin Bisi (que já havia trabalhado com o Sonic Youth).
Em março de 2005 a banda participou da turnê do Nine Inch Nails, e em junho apresentaram um concerto gratuito no Paradise Rock Club, em Boston. Devido a uma queda de luz inesperada que adiou sua apresentação, as ruas da cidade tornaram-se temporariamente palco de alguns artistas de rua. O evento inteiro foi filmado, resultando no DVD Paradise, lançado em 22 de novembro.
Em 18 de abril de 2006 foi lançado Yes, Virginia, e ao longo do ano a banda apresentou-se em festivais como o Lollapalooza. Realizaram turnê com a banda Panic! at the Disco de 27 de junho a 2 de agosto.

## Integrantes
- Amanda Palmer - vocal e piano
- Brian Viglione - bateria, guitarra e vocal

## Discografia

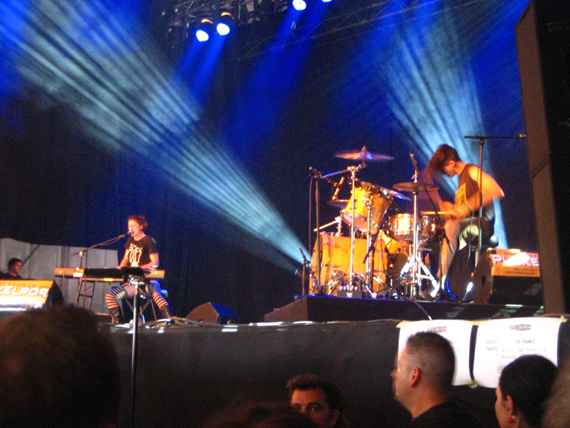
A banda em concerto em 2006.

### Álbuns
- A is for Accident (Important Records, 2003)
- The Dresden Dolls (8 ft Records, 2004)
- Yes, Virginia (Roadrunner, 2006)
- No, Virginia (2008)

### Singles
- Good Day (Vinyl 7") (8 ft Records, 2003)
- Coin-Operated Boy (Roadrunner, 2004)
- Girl Anachronism (Roadrunner, 2004)
- Sing (Roadrunner, 2006)

### Compilações
- Coin-Operated Boy em A Dark Cabaret (Projekt, 2005)
- Coin-Operated Boy em Triple J Hottest 100, Volume 12 (2005)
- Pretty in Pink (cover) em High School Reunion (American Laundromat Records and Face Down Records, 2005)
- Life on Mars (cover) em CONTAMINATION: A TRIBUTE TO DAVID BOWIE (FTC Records, 2006)

## Videografia

### DVDs ao vivo
- The Dresden Dolls: Live in Paradise (DVD) (Roadrunner Records/8ft Records, 2005)

## Curiosidades

### Nome da banda
De acordo com Palmer, o nome (que significa As Bonecas de Dresden em inglês) foi "inspirado por uma combinação de coisas", incluindo o Bombardeio de Dresden; as bonecas de porcelana que eram uma marca da indústria pré-guerra de Dresden; uma canção de mesmo nome da banda The Fall; e uma referência às personagens do romance "O Jardim dos Esquecidos" ("Flowers in the Attic") da autora americana Virginia C. Andrews, além de evocar a Alemanha da República de Weimar e sua cultura cabaré. Acrescenta ainda que ela gostou do paralelo entre Dresden (destruição) e bonecas (inocência, delicadeza), porque tem muito a ver com a dinâmica da música, que às vezes vai de um sussurro infantil a um grito de bruxa em segundos.